# Kommunistischer Revolutionskampf auf den Philippinen
Der Revolutionskampf der New People’s Army (NPA), des bewaffneten Arms der Communist Party of the Philippines (CPP), ist einer der längsten andauernden Konflikte in Asien. Seit 1969 kämpft die maoistisch orientierte Gruppe für den Sturz der philippinischen Regierung und die Errichtung eines „Volksdemokratischen Staates“. Der Konflikt hat über 40.000 Tote gefordert und bleibt trotz Friedensgesprächen und militärischer Offensiven ungelöst.

## Hintergrund
Die Wurzeln des Konflikts reichen bis in die spanische Kolonialzeit zurück, als Bauern- und indigene Aufstände (z. B. der Katipunan-Rebellion 1896) gegen Unterdrückung kämpften. Nach der US-Annexion (1899–1902) setzten sich Kämpfe fort, darunter der Moro-Aufstand (1903–1913). Die 1930 gegründete Partido Komunista ng Pilipinas (PKP) orientierte sich zunächst am sowjetischen Marxismus-Leninismus, wurde jedoch nach einem gescheiterten Aufstand 1948–1954 zerschlagen.

## Geschichte

### Neugründung und Maoistische Wende (1968–1972)
Unter Führung von Jose Maria Sison spaltete sich 1968 eine Fraktion von der PKP ab und gründete die CPP, inspiriert von Maos Volkskrieg Konzept. Die NPA wurde 1969 mit 60 Kämpfern in Tarlac gegründet. Ihr Ziel war die Mobilisierung der Landbevölkerung durch Agrarreform und Guerillataktiken.

### Marcos-Diktatur und Expansion (1972–1986)
Während der Marcos-Diktatur (1972–1986) gewann die NPA an Unterstützung, da sie Widerstand gegen Repression und Landkonflikte symbolisierte. Bis 1985 kontrollierte sie rund 20 % der Dörfer, mit Schwerpunkten in Luzon, Visayas und Mindanao. Schätzungen zufolge hatte die NPA zu dieser Zeit 25.000 Kämpfer.

### Post-Marcos-Ära und Fragmentierung (1986–heute)
Nach der People Power Revolution (1986) lehnte die CPP Friedensgespräche mit Corazon Aquino ab. Innere Spaltungen führten zur Abspaltung Gruppen wie der Rebolusyonaryong Partido ng Manggagawa ng Pilipinas (RPMP) 1993. Die NPA verlor nach dem Fall der Sowjetunion internationale Unterstützung, passte sich aber durch "Versteckte Fronten" in NGOs und Gewerkschaften an.

## Ideologie und Taktik
Die CPP-NPA vertritt einen maoistischen Volkskrieg, der städtische Intellektuelle und ländliche Bauern vereinen soll. Ihre Taktik umfasst:
- Guerilla Angriffe auf Militärposten und Infrastruktur
- "Revolutionäre Besteuerung" von Unternehmen in ländlichen Gebieten
- Politische Bildungskampagnen zur Agrarumverteilung

Kritiker werfen der NPA vor, Zivilisten durch Erpressung und Zwangsrekrutierung (u. a. Minderjährige) zu terrorisieren.

## Menschenrechtsverletzungen
Beide Seiten werden beschuldigt, Kriegsverbrechen zu begehen:
- Die philippinische Armee setzt Todesschwadronen ein, um mutmaßliche Sympathisanten zu eliminieren (laut Amnesty International 1.500 Opfer 2001–2010).
- Die NPA exekutierte zwischen 2001 und 2016 über 900 Zivilisten, darunter lokale Beamte und Landbesitzer (Philippine Human Rights Reporting Project).

## Friedensbemühungen
Seit 1986 gab es mindestens sechs gescheiterte Friedensgespräche. 2017 brach Präsident Rodrigo Duterte die Verhandlungen ab, nachdem die NPA einen Soldaten tötete. Unter Ferdinand Marcos Jr. (seit 2022) gibt es keine neuen Initiativen. Die EU und USA listen die CPP-NPA als terroristische Organisation.

## Aktueller Status
Laut philippinischem Militär (2023) ist die NPA auf 2.000 Kämpfer reduziert, aktiv in 10 Provinzen. Unabhängige Quellen schätzen jedoch 4.000 Mitglieder. Die Regierung setzt auf "Ganzes-Nation-Ansatz", kombiniert Militäroperationen mit Entwicklungsprogrammen.

## Internationale Reaktionen
- Norwegen vermittelte bis 2017 in Friedensgesprächen.
- China distanzierte sich offiziell von der CPP-NPA, obwohl historische Verbindungen bestehen.
- Die USA unterstützen die philippinische Armee durch Militärhilfe (über $1 Mrd. seit 2000).